# Сильвестр IV (антипапа)
Сильвестр IV (антипапа), Маджинульф, Maginulf (бл. 1105? Рим — &) — антипапа з 1105 до 1111 року. 
Прихильники римської знаті призначили Маджинульфа, архіпресвітера Замку Святого Ангела антипапою до папи Пасхалія II після того як попередні антипапи Теодорих та Альберт були вигнані чинним папою Пасхалієм II. 18 листопада за відсутності в Римі папи Маджинульфа було посаджено на «папський» трон у Латерано та освячено як Сильвестра IV. По поверненні Пасхалія II до Риму розгорнулася боротьба в якій спочатку перемагала партія Сильвестра. Однак вже у листопаді 1105 року він змушений був утікати з Риму і осісти в Озімо. На початку 1111 року він знову з'являється в Римі як засіб тиску імператора Генріха V проти папи. Однак швидко втрачає імператорську підтримку, як тільки Генріх V досягає своєї мети. 12/13 квітня 1111 року Сильвестр IV складає свої повноваження і признає правочинного папу Пасхалія II.